# Yvon Haze
Yvon Haze connu aussi sous le pseudonyme de Jules Valentin, né en 1964, est un photographe français, fondateur de l'Atelier « Fine Art Prod » à Trucy. Spécialisé dans le tirage d'art, il fut l'un des pionniers de ce mouvement en France, comprenant à la fin des années 1990 que l'avenir de la photo serait dans le numérique. 

## Biographie
Il a suivi des études de métallurgiste et s'intéresse rapidement à la photographie. Il effectue ses prises de vues à la chambre grand format allant du 4” × 5” au 11” × 14” et à la chambre panoramique du 6 × 17 cm au 7” × 17”.
Les évolutions technologiques lui permettent désormais par l’utilisation des papiers les plus somptueux de retranscrire avec plus de force les émotions ressenties lors de la prise de vue[non neutre][réf. souhaitée].
Il aime contempler, saisir les courbes et les formes des sites naturels, au gré de la lumière, des saisons.
Installé en Loire Atlantique, Il trouve son inspiration face à l'océan, ce dernier étant un vivier inépuisable en perpétuel mouvement. Face au spectacle de l'océan, ses photos minimalistes procurent plénitude et sérénité[non neutre][réf. souhaitée].

## Dates importantes
(septembre 2020).
Il a été directeur de la publication du magazine Phot'Art international qui a paru de 2006 à 2010.
Il a été de 1998 à février 2011 Fondateur, tireur d'Art, responsable de la production Tirages et Encadrements de l'atelier "Fine Art Prod" à Libercourt (62) puis à Trucy (02).
Il a été de février 2011 à octobre 2013 à la tête du DarQroom Art Lab, entité située à Nantes (9, rue Alfred-Kastler) et rattachée à la plateforme de service photo DarQroom qui a absorbé Fine Art Prod en tant que Tireur d'Art et responsable de la production Tirages et Encadrements.
Il a été de novembre 2013 à février 2019 le responsable de la production photographique de la société YellowKorner
- Chargé des œuvres des auteurs.
- Concepteur et installation des unités de production.
- Formation des équipes de production.
- Création des moulures d'encadrements et installation de l'unité de fabrication des cadres.

Il obtient en 2013 la distinction EFIAP (Excellence FIAP) de la Fédération internationale de l'art photographique (FIAP).
Il devient en 2016 Ambassadeur pour la société Zenfolio
Il devient en 2018 Ambassadeur pour la société Kase Filter France
Il est représenté dès juillet 2019 par la SAS Jules & Valentin.  
Il est représenté sous son pseudonyme Jules Valentin dès juillet 2019 par Les Galeries YellowKorner.  
Il est représenté sous son nom propre Yvon Haze dès juin 2021 par La Place des Photographes en Arles.  
Il est depuis le 4 mars 2020 officiellement Télépilote de Drone Professionnel avec l'obtention de son certificat à la DGAC de Rennes.

## Sites internet
- https://julesetvalentin.com/  Site de tirages d'art et de décoration

- https://julesetvalentinphoto.com/  Site de prestations photographiques Aériennes et au Sol

- https://www.yvonhazephoto.com/  Site photographique

## Expositions
- 28 septembre au 6 octobre 2019 : La Londe les Maures, Exposition  - La Mer dans tous ses états
- Novembre 2018 : Villeneuve-la-Rivière, Exposition  - Regards sur le Tibet
- Mai 2013 : Villeneuve-la-Rivière, Exposition de caisses américaines - L'Aisne, de Laon au Chemin des Dames
- Mai à septembre 2011 : Paris, Exposition sur papier Lokta - Magie d'Angkor
- Octobre 2010 : Jinan (Chine), Exposition sur papier Lokta - Magie d'Angkor  The 3rd Jinan International Photography Biennial and PhotoAsia·Qilu-International Photography Week
- Octobre 2009 : Paris, Exposition noir et blanc - Déserts & canyons américains
- Septembre 2009 : Craonne, Exposition Toiles photographiques - Beautés de l'Aisne
- Mai 2009 : Reims, Exposition noir et blanc - Déserts & canyons américains
- Janvier-mars 2008 : Paris, Exposition noir et blanc - Déserts & canyons américains
- Septembre 2007 : Paris Exposition noir et blanc - Déserts & canyons américains
- Mai 2007 : Châtellerault PHOTEXPO  Exposition noir et blanc - Déserts & canyons américains
- Avril 2007 : La Rochelle Image en Fête 2007 Exposition noir et blanc - Déserts & canyons américains
- Novembre 2006 : Montier-en-Der 10e anniversaire du Festival international de la photo animalière et de nature, Exposition noir et blanc - Déserts & canyons américains
- Août 2005 : Kyoto City Museum (Japon) 12th International Joint Exhibition  Exposition noir et blanc - Déserts & canyons américains
- Novembre 2004 : Paris B.I.P. Montrouge (France) Exposition noir et blanc - Déserts & canyons américains
- Mai 2004 : Hénin-Beaumont (France) Exposition noir et blanc - Déserts & canyons américains
- Avril 2004 : Collégiale Saint-Pierre-le-Puellier Orléans (France)	     Exposition noir et blanc - Déserts & canyons américains
- Octobre 2003 : Xpo privée - Amiens (France)    Exposition noir et blanc - Déserts & canyons américains
- Mars-avril 2003 : Château-Thierry (France)    Exposition de  Ouest américain  tirages IRIS
- Octobre 2002 : Saint-Amand-les-Eaux (France)  Exposition de  Ouest américain  à la Médiathèque    tirages IRIS
- Mai 2002 : Bergues (France) Exposition au Syndicat d'initiative
- Février 2001 : Hénin-Beaumont (France) Exposition à l'Escapade
- Novembre 2000 : Paris (France) Salon Photo Image Porte de Versailles
- Avril 1999 : Kyoto (Japon) 6th International Joint Exhibition

## Conférences
- 5 octobre 2019 : La Londe les Maures,  La Pose Longue et ses Filtres
- 6 octobre 2018 : Villeneuve de la Rivière, La photo, nouvel élément de décor dans les intérieurs contemporains
- 3 juin 2018 : Château-Thierry, La pose longue
- 5 avril 2018 : Paris, Les tirages d'Art dans le cadre des INMA avec le groupe YellowKorner
- 1er avril 2017 : Paris, Les tirages d'Art dans le cadre des INMA avec le groupe YellowKorner

## Compétence et Formations
- Télépilote de drone professionnel
- Référencement, e-marketing, réseaux sociaux et emailing
- PCIE - Passeport de compétences informatique européen - PCIE Wordpress, Woocommerce
- Adobe Premiere Pro
- TOSA InDesign - initiation et approfondissement
- Gestion de la colorimétrie et profils ICC
- BTS travail des métaux en feuille
- BT travail des métaux en feuille